# Rue de la Digue (Lille)
Ne doit pas être confondu avec Digue (Lille) pour l'ouvrage militaire.
Pour les articles homonymes, voir Rue de la Digue.
La rue de la Digue est une voie publique urbaine de la commune de Lille, dans le département français du Nord.

## Situation et accès
Située dans le quartier Vauban Esquermes, elle débute rue Solférino et se termine rue d'Armentières

## Origine du nom
Elle tire son nom d’un ouvrage militaire disparu lors du VIIe agrandissement de Lille décidé en 1858.

## Historique
Avant l'annexion en 1858 par la ville de Lille des communes périphériques, la rue de la Digue faisait partie du faubourg de la Barre sur le territoire de la commune de Wazemmes .
Avant la destruction des ouvrages stratégiques au cours des années 1860, la rue était située derrière l’ancienne redoute du Haut. La Digue passant devant cette redoute s'écartait de la rue de la Digue, étant plus proche de l’actuelle rue de Calais.
La rue fut nivelée, régularisée et pavée en 1871 ,.
Toute trace des anciens ouvrages stratégiques, Digue et redoute du Haut, a disparu.
Les terres d'un manoir datant du XIIIe siècle situé à l'angle des actuelles rues de la Digue et de Toul nommé jardin du Prévôt furent divisées en 1717 et le manoir transformé en guinguette. La guinguette du jardin du Prévôt située à l'emplacement du no 9, très fréquentée par les ouvriers, a fermé vers 1923 et fut remplacée par l'usine "Appareils et évaporateurs Kestner" délocalisée en 1996. Une autre usine existait à proximité. Un ensemble résidentiel, nommé résidence du Bastion en souvenir de l'ancienne Redoute, a été construit à la place de ces anciens établissements industriels.

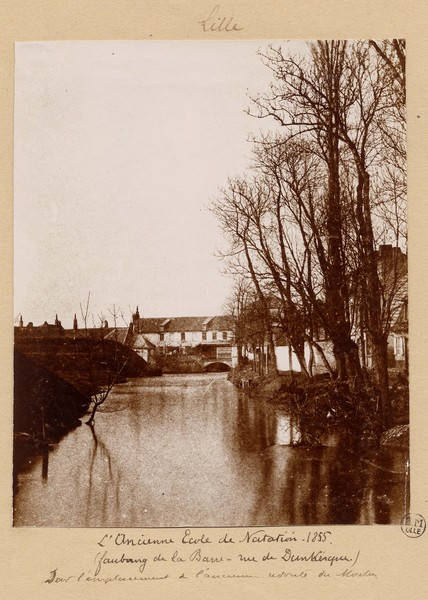
l’école de natation en 1855

### L'ancienne école de natation
Une école de natation en plein air datant du milieu du XIXe siècle était établie au sud de la rue .
Au début, cette école était un bassin naturel correspondant au canal de décharge de l'ancien moulin de la Barre.
À cette époque, il n'existait à Lille aucune piscine couverte et chauffée avant l'ouverture des Bains Lillois en 1890 boulevard de la Liberté.
Des bassins en plein air furent aménagés après 1858 mais la piscine fut alimentée par les eaux de la Deûle jusqu’en 1911.
À cette date, une nouvelle piscine alimentée par le réseau d'eau de la ville fut construite à côté de l'ancienne à l'emplacement de l'ancienne redoute du Haut .
Cette piscine fut fermée vers 1980 .
À l’angle de l'avenue de l’Architecte Cordonnier et de la rue de la Digue, le bâtiment d’entrée de l'ancienne piscine est une œuvre de 1911 de l’architecte Emile Dubuisson .
Ce bâtiment est englobé dans ceux de l’IÉSEG.

### La rue en 2017
En 2017, la rue de la Digue est une rue secondaire calme sans commerce.
Le passage des étudiants de l’IÉSEG School of Management lui donne parfois un peu d’animation.
Cette école s’étend côté impair jusqu’à la rue de Toul.
Côté pair, l’impasse Menu est une ancienne courée.
Au-delà, un bâtiment bas, en recul de la rue, est probablement un des très rares vestiges de l’ancien faubourg de la Barre quasiment disparu lors du détournement de la Deûle et la création du jardin Vauban dans les années 1860 .
La décoration de l'immeuble du numéro 15 est remarquable.

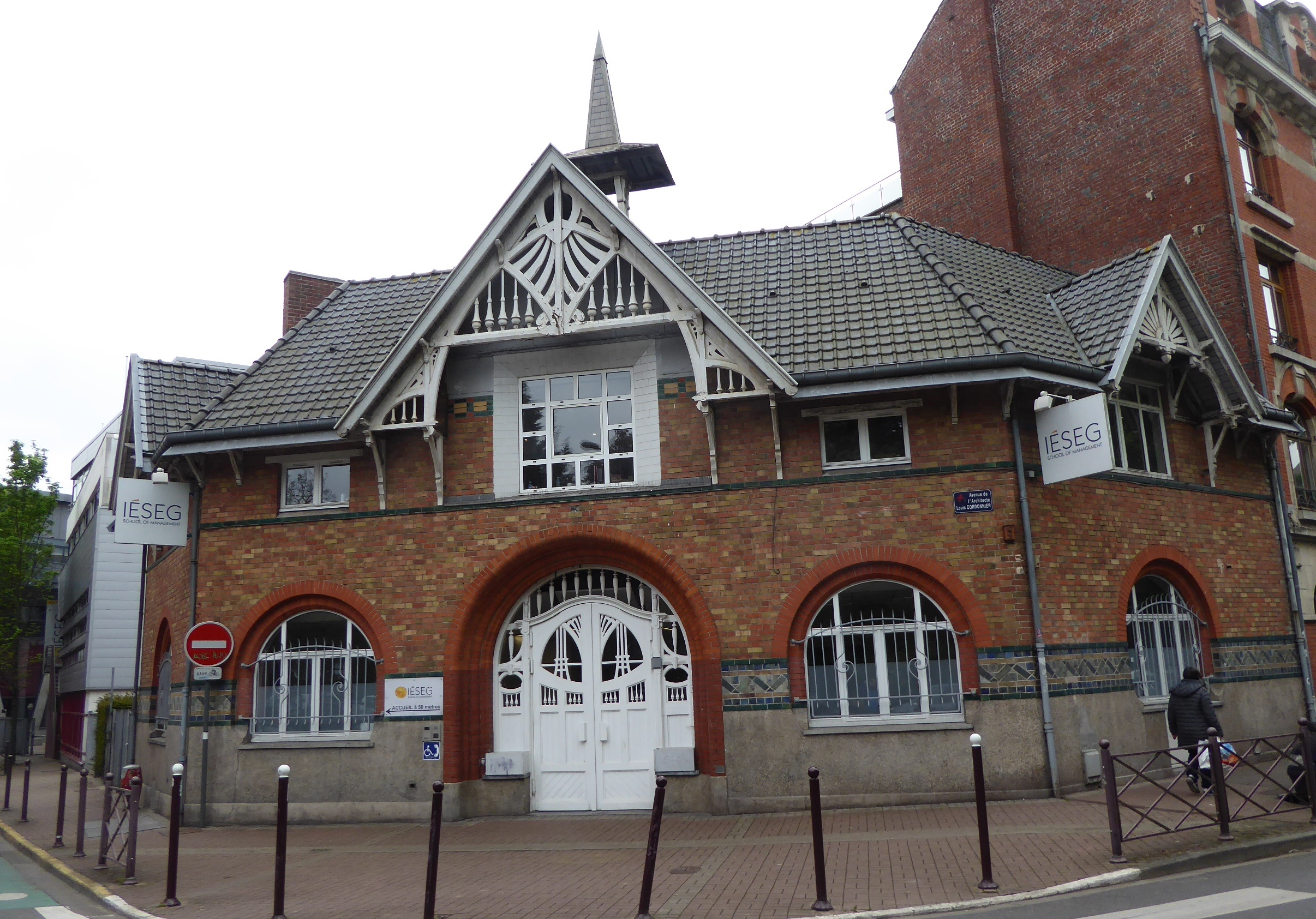
Entrée de l'ancienne piscine de 1911 actuellement IESEG
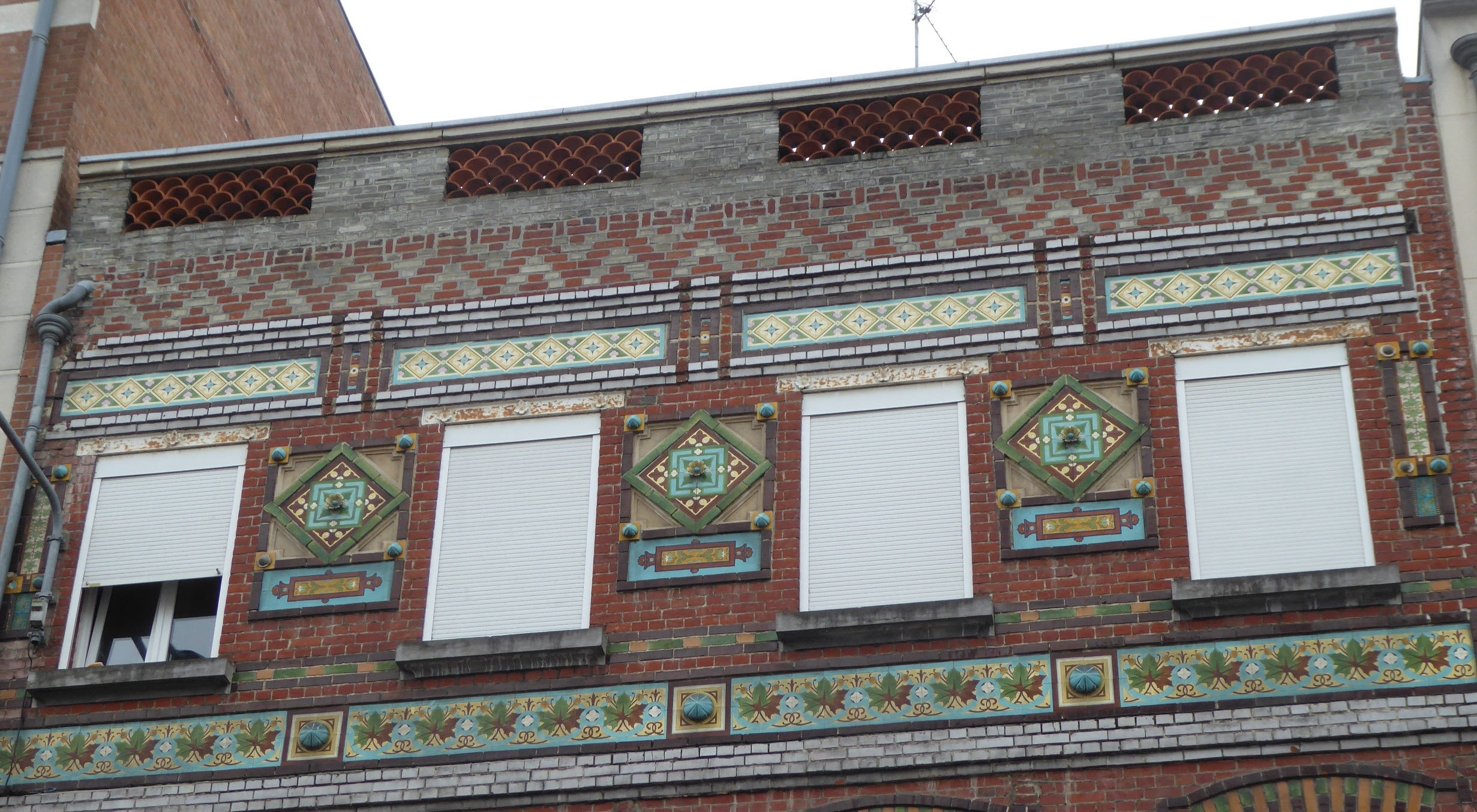
Dernier étage du 15 rue de la Digue